# 卢肃
卢肃（1917年—2004年），原名卢方平，男，江苏徐州人，中国作曲家。曾任中央党校文艺工作室研究员、晋冀鲁豫人民文工团副团长、中央歌剧院院长。1943年为歌曲《团结就是力量》作曲。